# 王民乡
王民乡，是中华人民共和国宁夏回族自治区固原市西吉县下辖的一个乡镇级行政单位。

## 行政区划
王民乡下辖以下地区：
王民村、小湾村、周康村、学杨村、三岔村、下赵村、二岔口村、红太村、二岔马村、杨湾村、窑坡村和小岔村。